# アドリアン・タメズ
アドリアン・タメズ（Adrien Tameze、1994年2月4日 - ）は、フランスのサッカー選手。ポジションはMF。トリノFC所属。

## 経歴
2014年、エヴァートンFCなどが興味を示していたが、リーグ・ドゥに所属していたヴァランシエンヌFCに3年契約で入団した。加入後、すぐにダヴィド・リ・フレッペール監督の信頼を掴み、主力として活躍した。
2020年1月31日、アタランタBCに2019-20シーズン終了までのローン移籍で加入したことが発表された。
2020年9月3日、エラス・ヴェローナFCと4年契約を結んだことが発表された。
2023年7月23日、トリノFCに移籍した。